# Delta Andromedae
Delta Andromedae (δ And, δ Andromedae) este o stea din constelația Andromeda. Bazat pe măsurătorile paralaxei, este localizată la o distanță de aproximativ 105,5 105,5 Ani lumină (32,3 pc) de Pământ. În afara denumirii Bayer, steaua a mai primit și numele de Delta de către Elijah H. Burritt în atlasul său stelar. 